# Långbro naturreservat
Långbro är ett naturreservat i Hudiksvalls och i Söderhamns kommuner i Hälsingland.
Reservatet ligger 10 km sydväst om Enånger och är 154 hektar stort. Det är skyddat sedan 1997.
Det är ett kuperat skogsområde där man kan se högsta kustlinjen med kalspolade hällar och strandvallar med klappersten. Här finns både tallskog och blandlövskog. Enstaka tallar är 200 år och det finns rikligt med gammal död ved. Kortskaftad ärgspik trivs på den döda veden.
På asp har man funnit den gryniga aspgelélaven. Tillgången på gamla träd och torrakor gör det intressant för många fågelarter. Man kan få se bland annat ugglor och hackspettar i området. En av dessa är tretåig hackspett.
Strax söder om reservatet ligger Långbros fäbodar där flera gamla timmerstugor står samlade vid sjön.